# Белло (Мёрт и Мозель)
Белло́ (фр. Belleau) — коммуна во французском департаменте Мёрт и Мозель, региона Лотарингия. Относится к  кантону Номени.

## География
Расположен в 16 км от Нанси. Соседние коммуны: Сиври на востоке.

## Демография
Население коммуны на 2010 год составляло 829 человек.
| 1962 | 1968 | 1975 | 1982 | 1990 | 1999 | 2010 |
| ---- | ---- | ---- | ---- | ---- | ---- | ---- |
| 182  | 194  | 539  | 621  | 678  | 723  | 829  |